# گرین ولی (میزوری)
گرین ولی (به انگلیسی: Grain Valley) شهری در شهرستان جکسون ایالت میزوری است که جمعیت آن در سرشماری سال ۲۰۱۰ میلادی ۱۲٫۸۵۴ نفر بوده است.